# فیلیپ دو شامپانی
فیلیپ دو شامپانی (زاده ۲۶ مه ۱۶۰۲ و درگذشته ۱۲ اوت ۱۶۷۴) نقاش فرانسوی بلژیکی‌تبار بود. او در چهره‌نگاری و نقاشی‌های موضوع‌های مذهبی ماهر بود. ستایش شبانان (۱۶۳۰) و ادای نذر (۱۶۶۲) از آثار اوست.

## نگارخانه

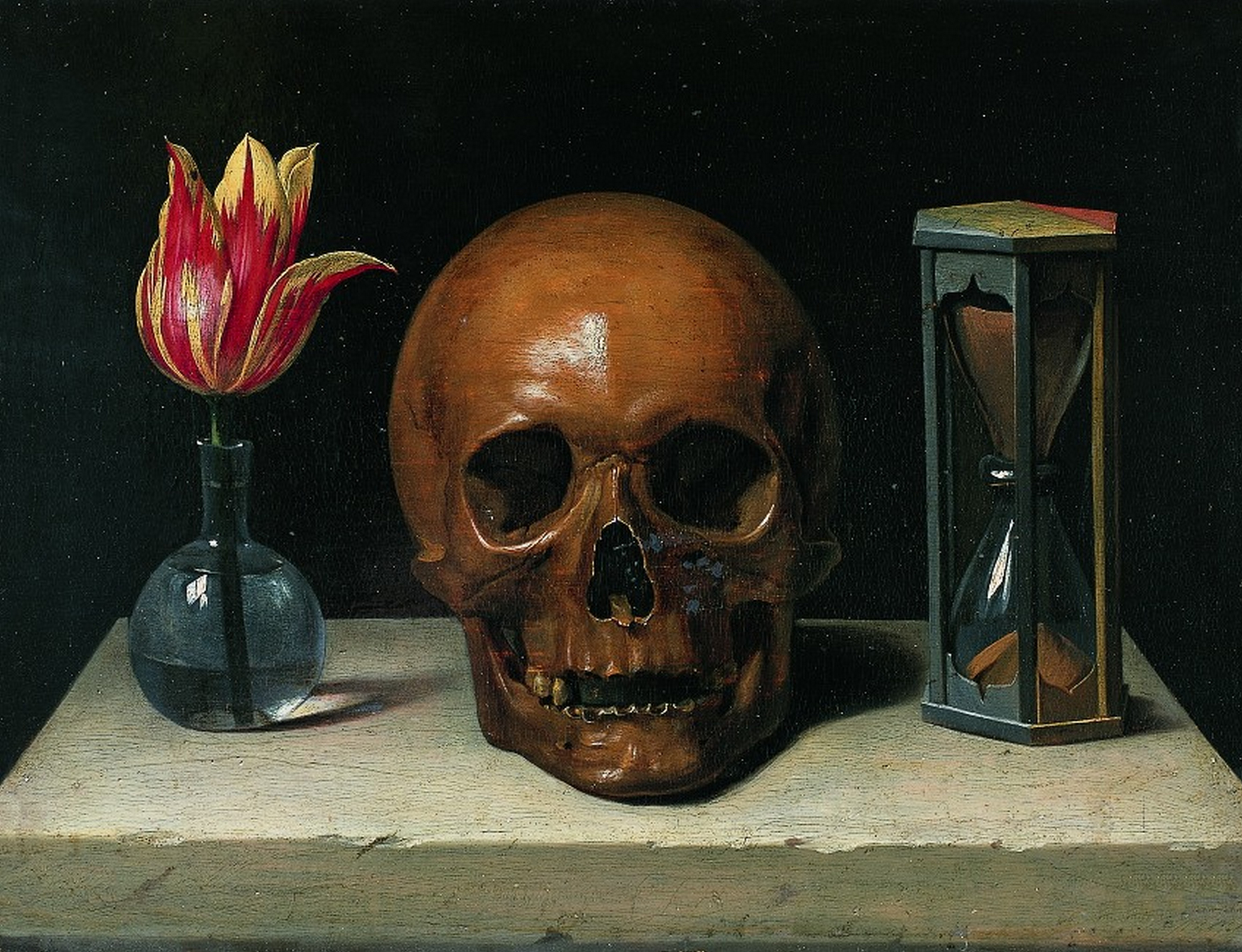
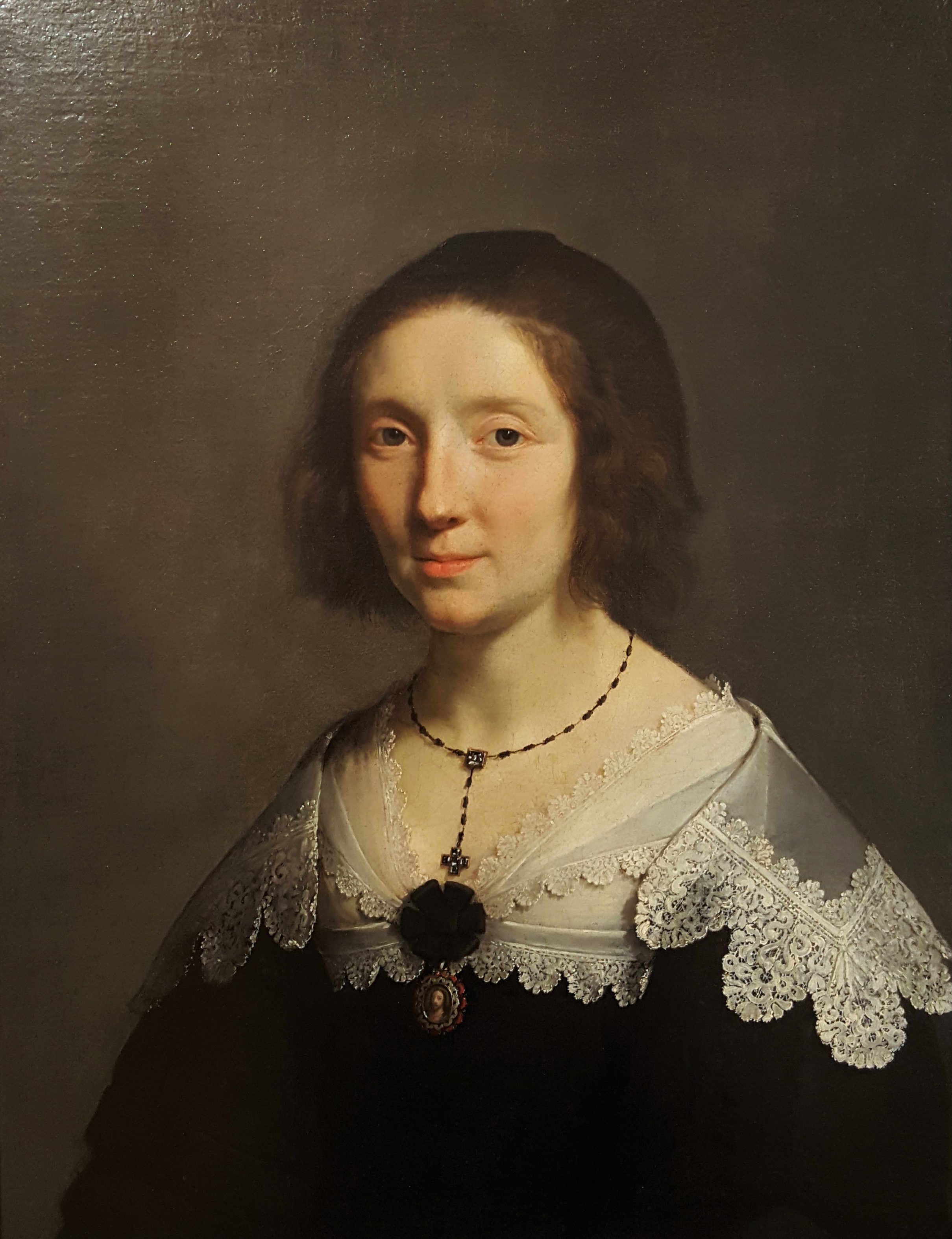
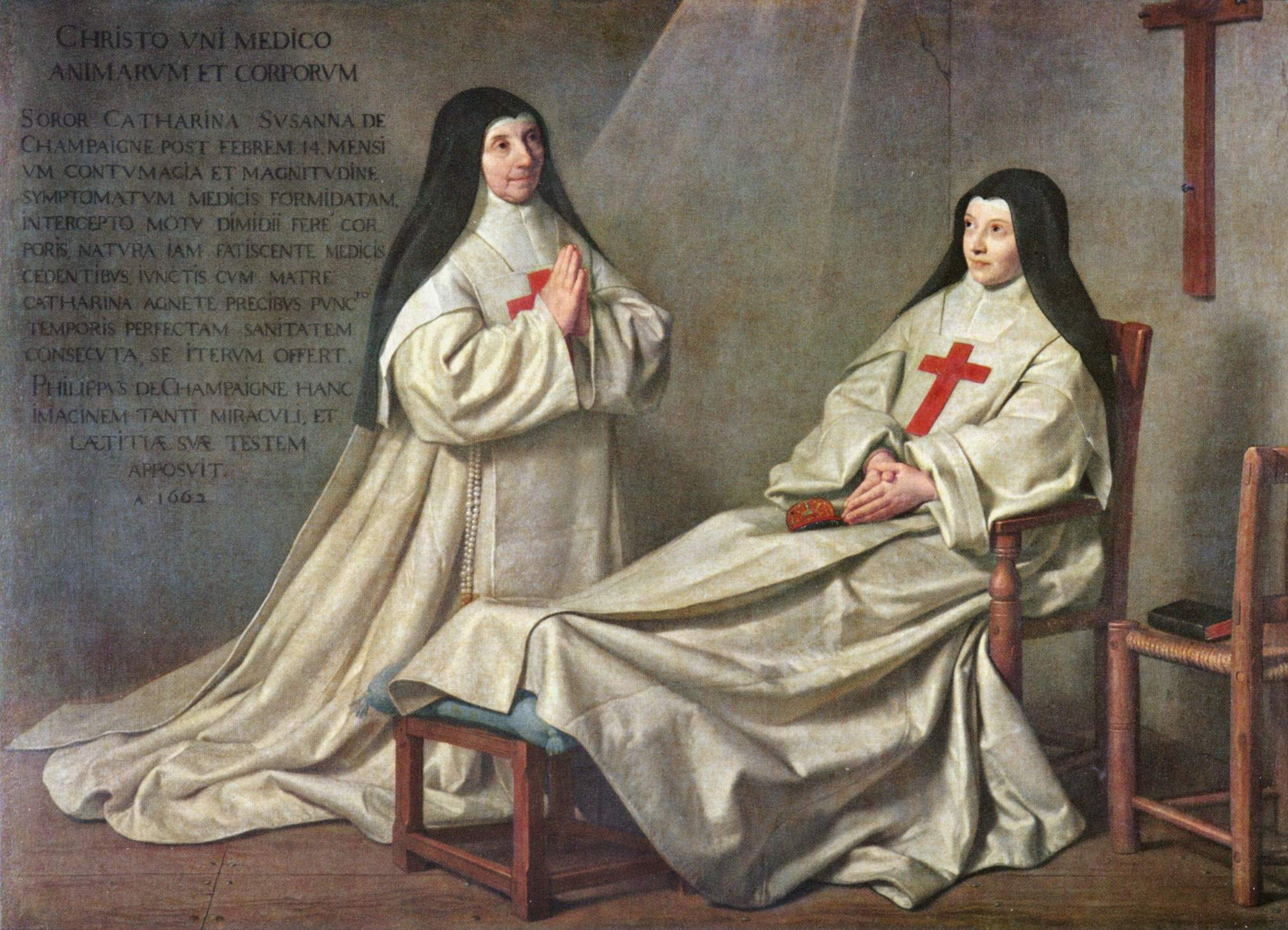
ادای نذر ۱۶۶۲، موزه لوور
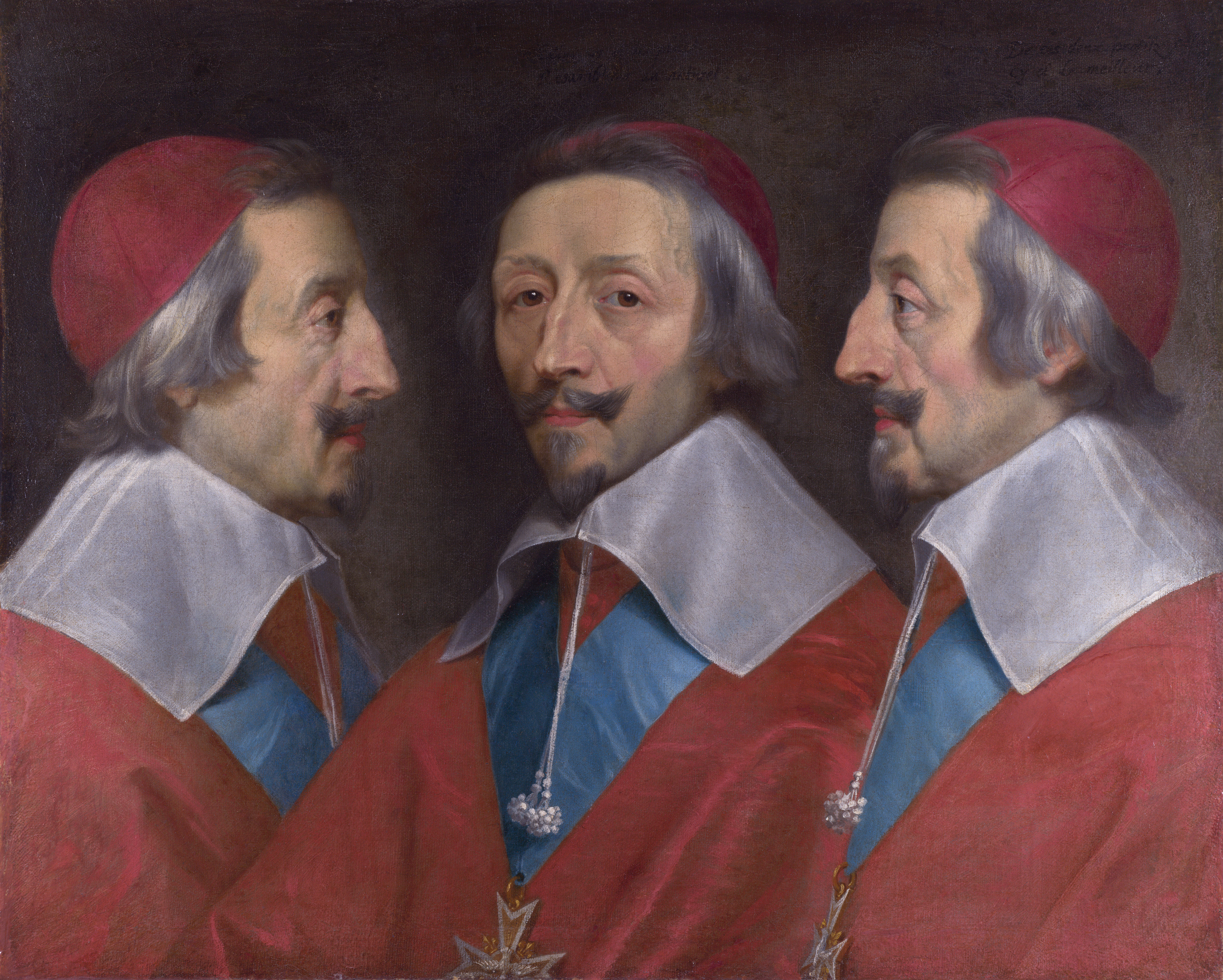
کاردینال ریشلیو، نگارخانه ملی لندن